# Cordaitales
Cordaitales é uma ordem de plantas gimnospérmicas,  extintas do Paleozóico e cujas espécies terão dado origem às actuais coníferas. Caracterizavam-se pelas suas folhas semelhantes a fitas e troncos tão desenvolvidos (ou mais) que os das actuais cicadáceas. Foram abundantes, enquanto árvores de grande porte, nas florestas tropicais do final do Carbonífero, estando presentes, na forma fóssil, em camadas de carvão. A sua extinção terá, talvez, decorrido no Mesozóico, depois de uma época de decadência, a partir do Baixo Pérmico. Dividida, inicialmente em três famílias: Cordaitaceae, Pityaceae e Poroxylaceae. Contudo, estas duas últimas famílias são, actualmente, consideradas progimnospermas, de modo que, segundo as taxonomias mais recentes, as Cordaitales passam a ter apenas a primeira família.